# Улица Койду (Таллин)
У́лица Ко́йду (эст. Koidu tänav, с эст. — Зарничная улица ) — улица в Таллине, столице Эстонии.

## География
Пролегает в микрорайонах Кассисаба и Уус-Мааильм городского района Кесклинн. Начинается от Палдиского шоссе и сначала идёт на юг, последняя треть улицы идёт на юг-восток. Пересекается с улицами А. Адамсона, Висмари, Роопа, Луйзе, Эндла, Суур-Амеэрика, Комеэди, Сатурни, Вяйке-Амеэрика, Видевику, Кристийна, Кийре, Вирмализе, Планеэди и с Пярнуским шоссе, заканчивается на перекрёстке с улицей Вана-Лыуна.
Протяжённость — 1928 м.

## История
В 1880 году улица упоминается на немецком языке как Stangenstraße. C 1890 года до первой четверти 1920-х годов улица носила название Алиманская улица (эст. Allimanni tänav, Allimani tänav, Alimanni tänav, Alemanni tänav, Allemanni tänav, нем. Alimanstraße, Alemannstraße, Allimannstraße, Alimannstraße.Такое название улица получила по имени владельца расположенных на ней дома и ресторана Петера Людвига Алиманна (Peter Ludvig Alimann (Allimann)). Имеются также такие упоминания улицы как нем. Alte Siechenstraße, Alte Waisenhausstraße.
17 января 1923 года улица официально получила своё современное название. 
Общественный транспорт по улице не курсирует.

## Застройка

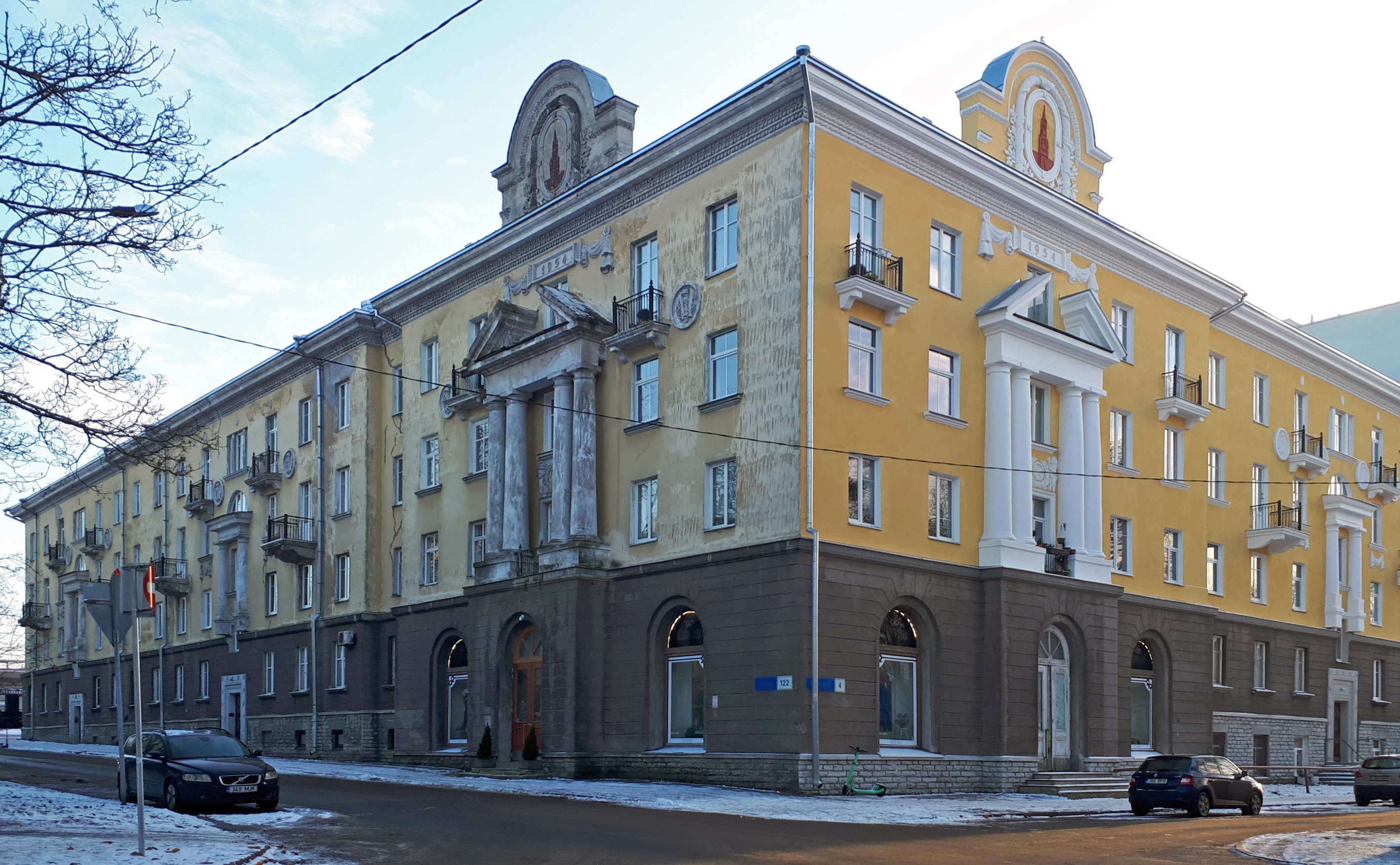
Дом 122 в 2022 году; построен в 1954 году

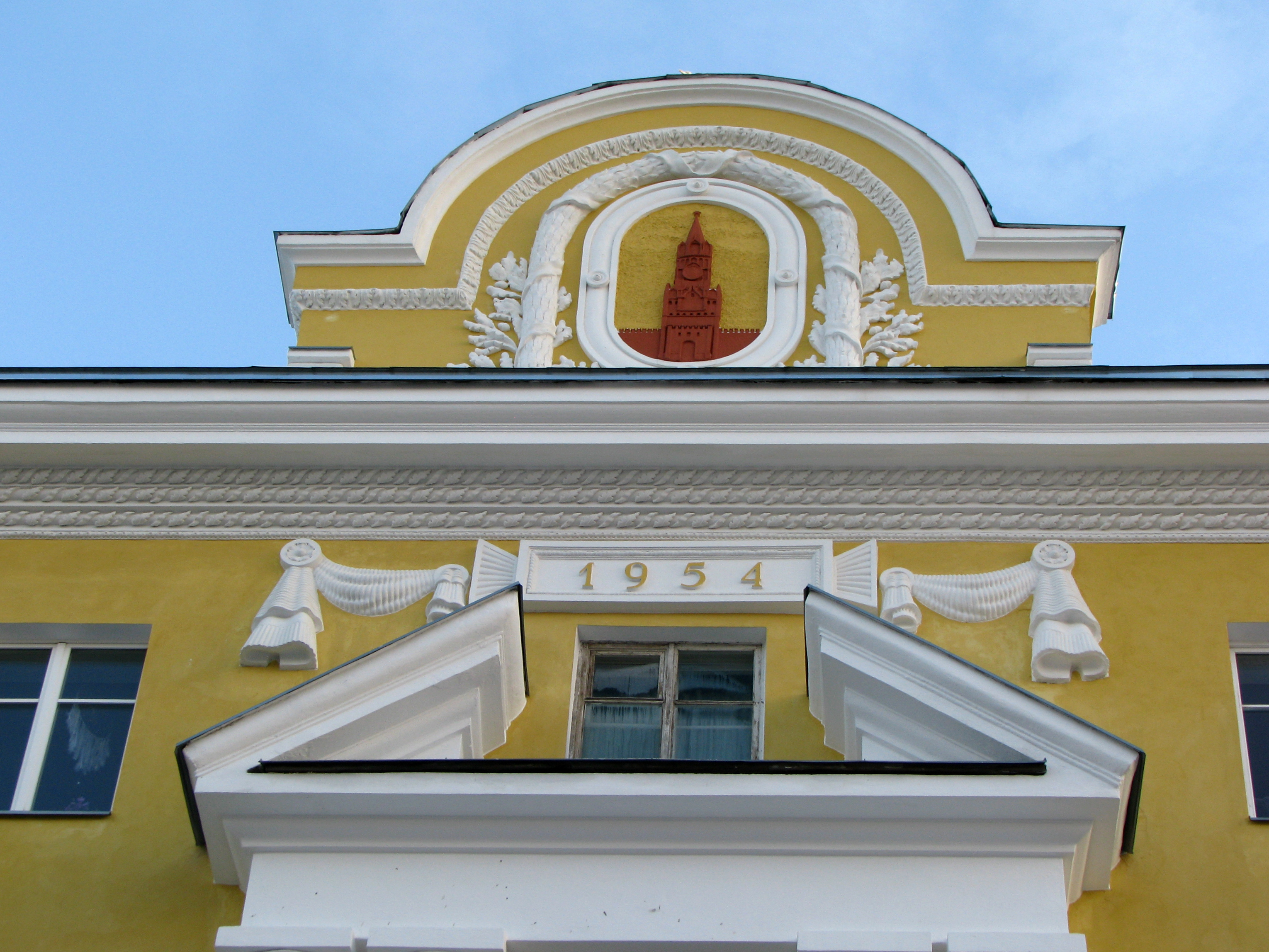
Фронтон дома 122 после реставрации

До Второй мировой войны улица Койду, как и весь современный микрорайон Кассисаба, была застроена малоэтажными деревянными жилыми домами. Согласно утверждённому в 1930-х годах плану обновления города, на улице Койду успели построить только два каменных дома: номер 17 (1940 год, сохранился) и номер 23 (был разрушен во время войны). Больша́я часть первоначальной застройки улицы погибла в ходе мартовской бомбардировки Таллина в 1944 году. 
Примеры застройки улицы:
- дом 23 — четырёхэтажный квартирный дом 1994 года постройки[5];
- дом 73 — здание, спроектированное архитектором Эрнстом Густавом Кюнертом и инженером Отто Громанном (Otto Grohmann), которое является примечательных и хорошо сохранившимся образцом деревянного жилого дома в исторических пригородах Таллина 1920-х годов,  памятник архитектуры. При инспектировании 26 ноября 2012 его состояние оценивалось как хорошее[6];
- дом 78 — деревянный одноэтажный дом с мансардным этажом, один из самых привлекательных домов в этом районе. Представляет собой небольшое строение с простыми, но элегантными пропорциями и стильным вниманием к деталям. Пример небольшого жилого дома в исторических пригородах Таллина 1920-х годов, в своё время широко распространённый тип здания, но к настоящему времени сохранившийся в малом количестве. Образец творчества известного архитектора Эриха Якоби,  памятник архитектуры. При инспектировании 1 августа 2011 года его состояние было признано удовлетворительным[7];
- дом 113A — доходный дом, построенный в 1939 году по проекту архитектора Бориса Чернова;
- дом 113B — доходный дом госпожи Люк Алейс (Luc Aleis), построен по проекту Бориса Чернова в 1939–1940 годах[8].

Отрезок улицы, расположенный у Пярнуского шоссе, в основном застроен жилыми домами, возведёнными после Второй мировой войны, большую часть которых составляют здания в стиле сталинской архитектуры, в частности, дома 87, 108, 114, 122. 
Четырёхэтажный жилой дом 122 построен в 1954 году по проекту 1947 года (авторы неизвестны) и представляет собой особо помпезный и своеобразный образец типовой общесоюзной «сталинки». Мощное угловое здание, стоящее на перекрёстке с улицей Планеэди, имеет мотивы двойных колонн над входами в подъезды с фронтонами ломаной формы, карнизные фризы и балкончики. Над двумя угловыми подъездами — цветные изображения Кремлёвской башни, обрамлённые венками. Памятником культуры не является.

## Программа защиты эстонской архитектуры 20-го столетия
По инициативе Министерства культуры Эстонии, Департамента охраны памятников старины, Эстонской академии художеств и Музея архитектуры Эстонии в период с 2008 по 2013 год в рамках «Программы защиты эстонской архитектуры 20-го столетия» была составлена база данных самых ценных архитектурных произведений Эстонии XX века. В ней содержится информация о зданиях и сооружениях, построенных в 1870—1991 годы, которые предложено рассматривать как часть архитектурного наследия Эстонии и исходя из этого или охранять на государственном уровне, или взять на учёт. В этой базе данных есть объекты, расположенные на улице Койду:
- дом 31А — деревянный одноэтажный жилой дом, проект 1874 года архитектора Николая Тамма-старшего[12];
- дом 57 — деревянный двухэтажный жилой дом, проект 1901 года архитектора Константина Вилькена (Konstantin Wilcken)[13];
- дом 59 — деревянный двухэтажный жилой дом, проект 1900 года К. Вилькена[14].

## Известные личности
В доме номер 46 по улице Койду родилась поэтесса Марие Ундер.

## Предприятия и организации
- Koidu tn 11 — продуктовый магазин «Кассисаба» (Kassisaba Pood);
- Koidu tn 20 — Союз медсестёр Эстонии (эст. Eesti Õdede Liit)[15];
- Koidu tn 56 — Кесклиннаский детский сад Детского центра «Саяялгне» (эст. Lastekeskus Sajajalgne)[16];
- Koidu tn 82 — ресторан «Койду 82 Ресто» («Koidu 82 Resto»)[17];
- Koidu tn 97 — Таллинская гуманитарная гимназия[эст.];
- Koidu tn 108 — кафе «Ауора Б» («Aurora B»)[18].

На улице расположены два парка: Американский общественный сад (эст. Аmeerika kogukonnaaed, адрес: Koidu tn 80) и парк Койду (адрес: Koidu tn 97).

Улица Койду
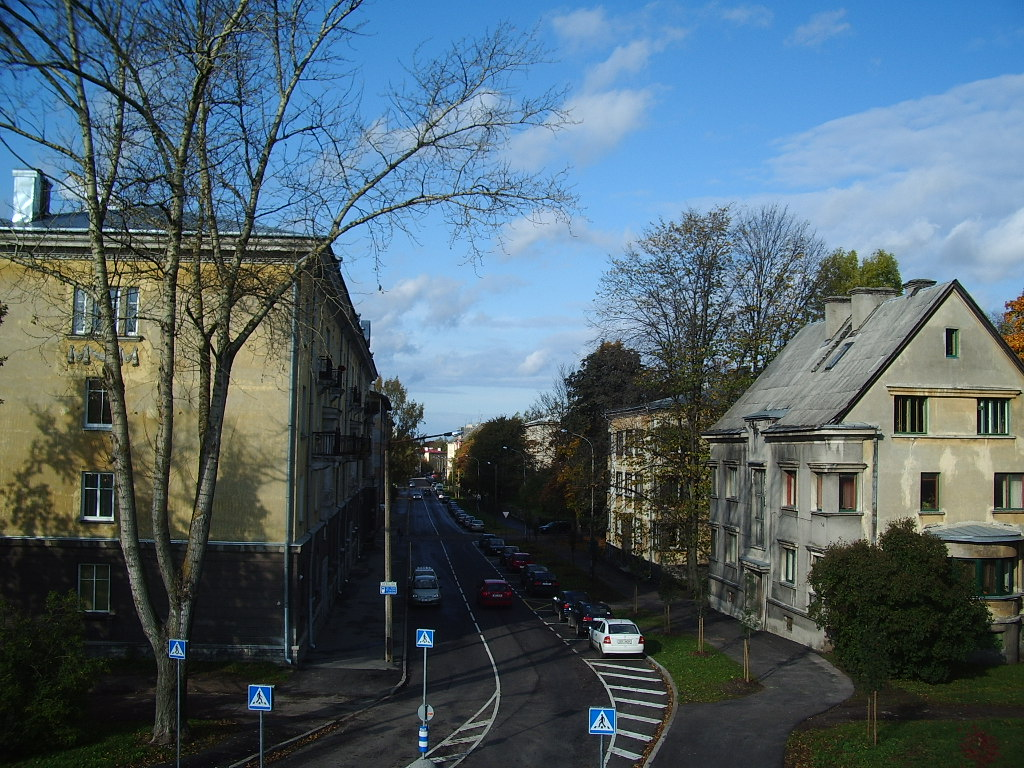
Вид на улицу с эстакады на Пярнуском шоссе, 2008 год
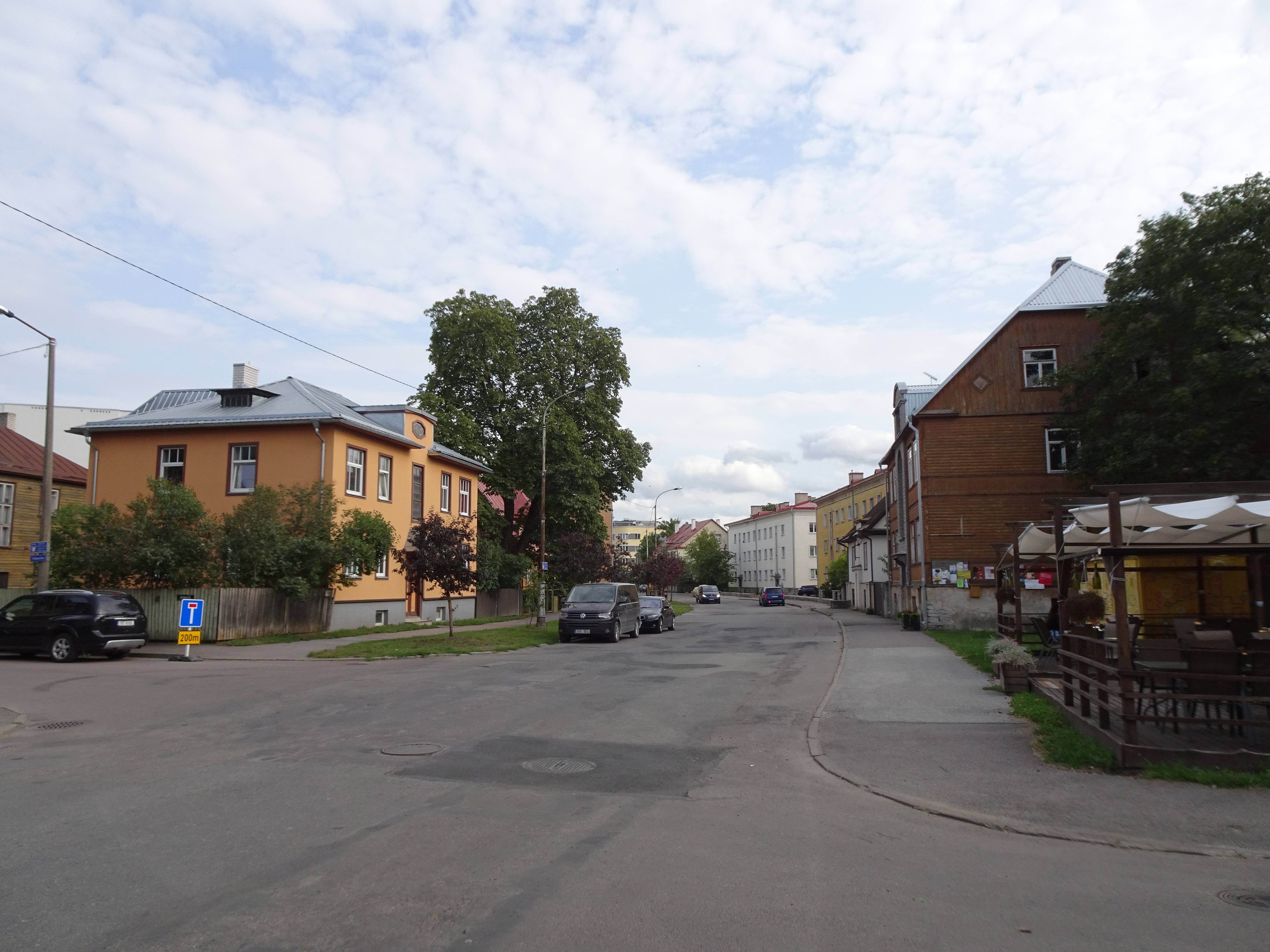
Улица в 2018 году
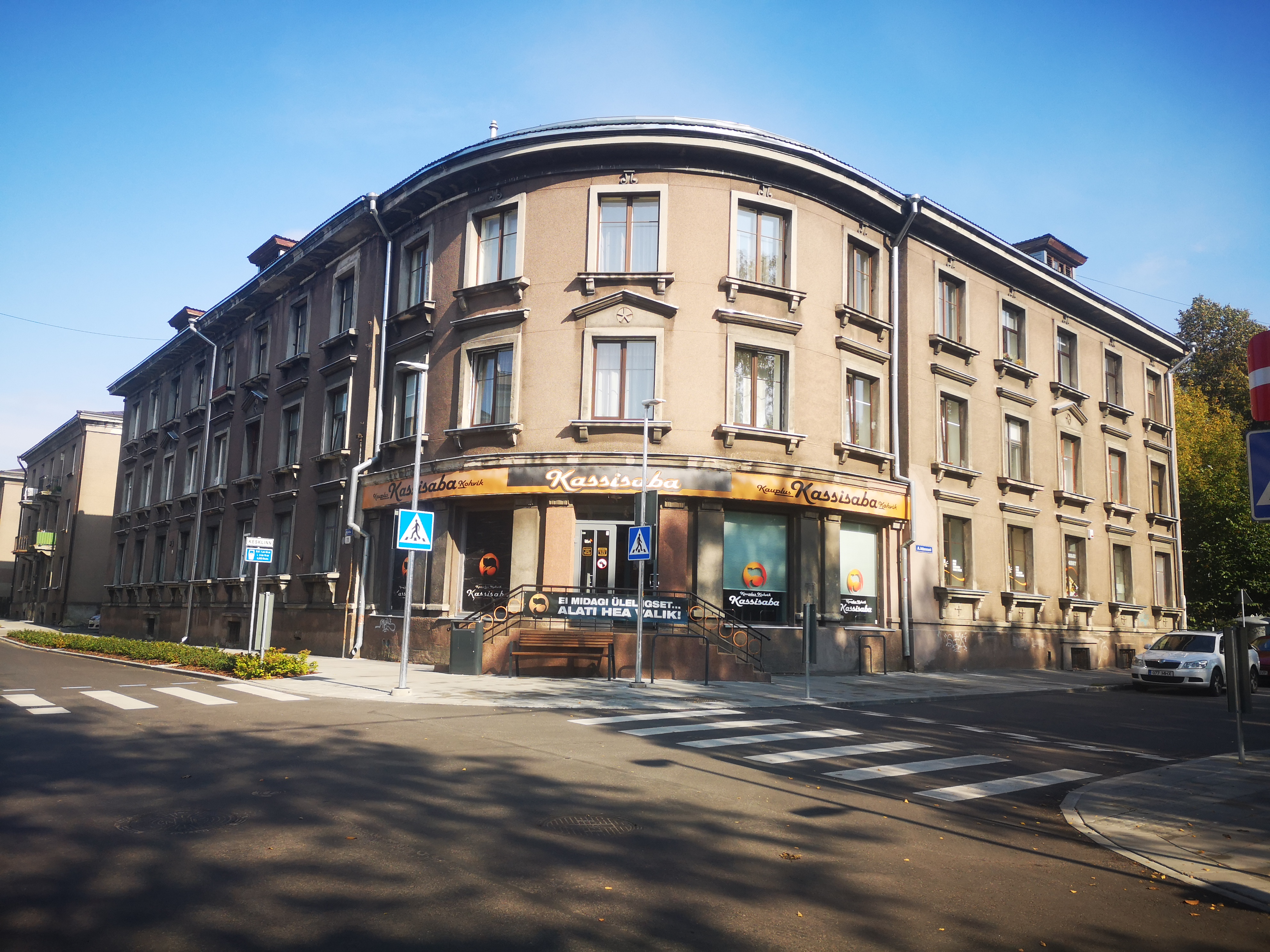
Дом 11, на первом этаже магазин «Кассисаба»
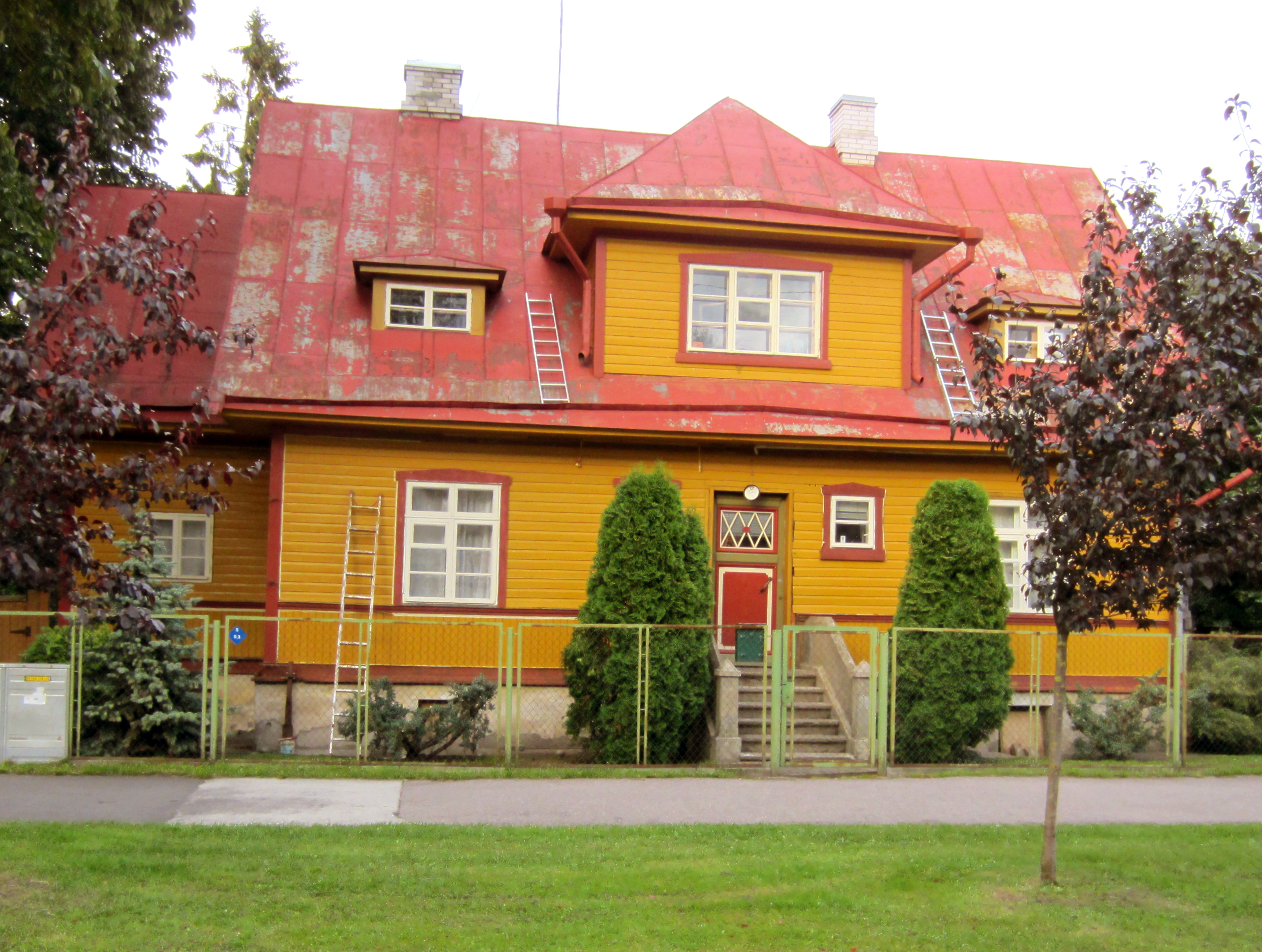
Дом 73 в 2012 году (памятник культуры)
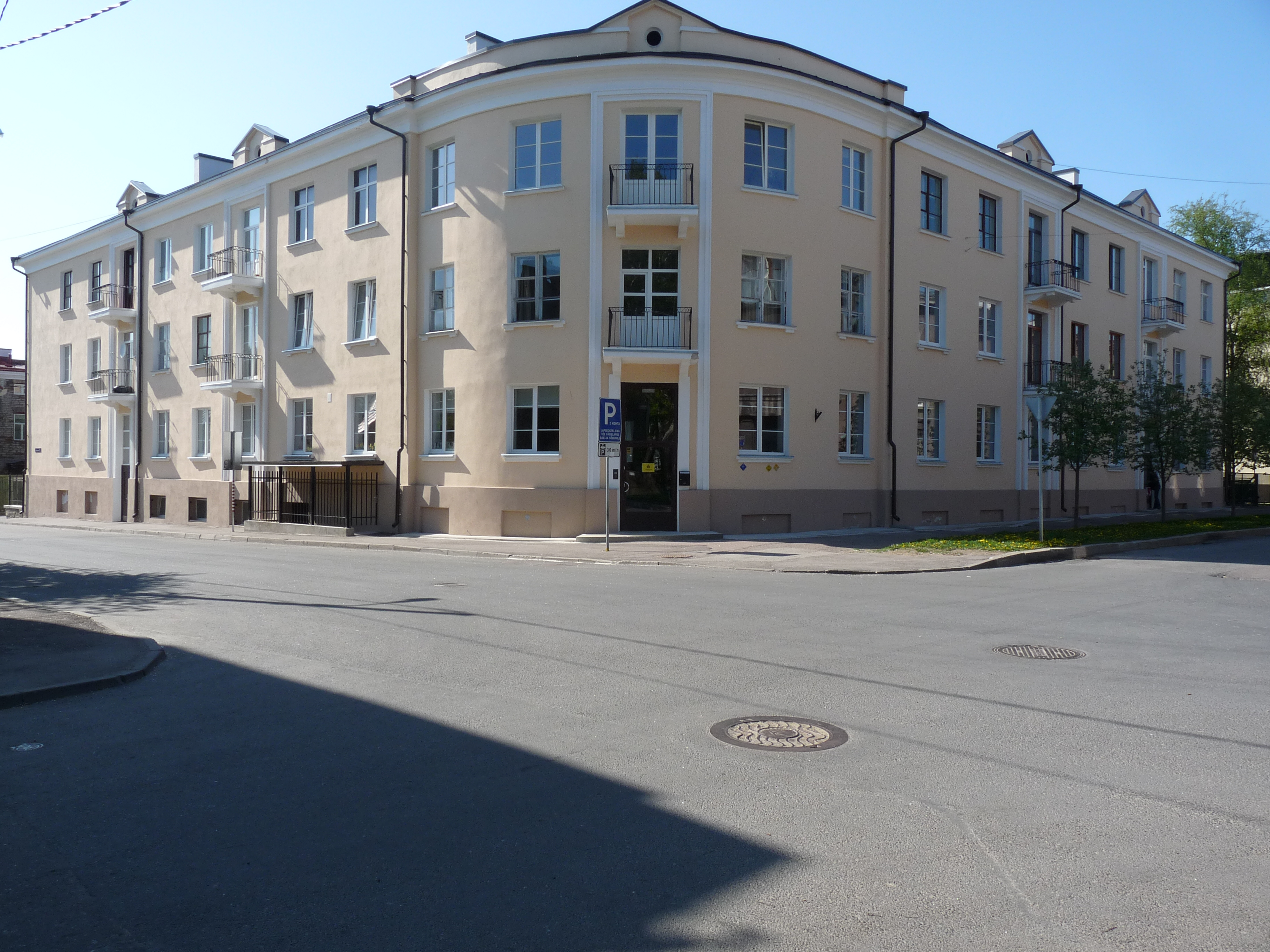
Перекрёсток с улицей А. Адамсона